# Hypogäum von Fontaine Saint-Léger
Das Hypogäum von Fontaine Saint-Léger (französisch Hypogée du Bassin de la Fontaine Saint-Léger) liegt östlich von Buno-Bonnevaux, bei Etampes im Süden des Département Essonne in Frankreich. Das 1868 von einem Bauern entdeckte und ausgeräumte Hypogäum ist seit 1973 als Monument historique registriert. Es wurde im Jahre 1870 untersucht. Die erste Beschreibung stammt von Louis André aus dem Jahre 1885.
Das Grab wurde in den Sandstein etwa 8,0 m über dem Boden des Trockentals von Fontainebleau gearbeitet. Die Kammer hat rechteckige Form (3,4 × 3,7 m) und eine Höhe zwischen 0,8 und 1,3 m. Die Wände von Kammer und Gang sind als Trockenmauerwerk aus Kalksteinplatten errichtet, die mit toniger Erde verbunden sind. Die gleiche Steinart wurde als 3,0 bis 6,0 cm dicke Plattenlage des Bodens verwendet. Der Zugang zur Kammer durch einen schmalen, 2,8 m langen, schrägen Gang liegt in der Südwestecke. Laut Louis André bestand die Kammerdecke aus großen Platten und eine große Platte verschloss den Zugang. All diese Platten sind lokalen Ursprungs und seit der Entdeckung verschwunden. 

## Archäologische Ausgrabungen
Das neolithische Grab enthielt laut Brizemeure die ungeordneten Reste von etwa 40 Individuen. Die archäologischen Funde, die verloren gingen, bestanden aus acht Schlagsteinen, acht großen Klingen, vier Pfeilspitzen, drei Vasen (darunter zwei vollständige), zwei kleinen geschliffene Äxten, zwei Schabern, einem Bohrer und ein paar Tonscherben.
Gérard Bailloud verbindet dieses Grab mit der Seine-Oise-Marne-Kultur (SOM-Kultur). Die C14-Datierung entspricht dem Zeitraum zwischen 2487 und 2048 v. Chr. 
Im Ort befindet sich das Hypogäum von Champtier des Bureaux und das Polissoir des Sept coups d’épée.